# Heart Attack (álbum)
Heart Attack es el décimo álbum de estudio de Krokus, lanzado por MCA Records en 1988. Este trabajo marcó el regreso del miembro original, el bajista Chris von Rohr, siendo además el primer disco de la banda para el sello MCA, contrato que sólo duraría este álbum.
El disco contiene una canción grabada en directo, "Rock 'n' Roll Tonight", y una reversión de "Winning Man", que había sido grabada originalmente para el álbum Hardware de 1981.
Heart Attack alcanzó el puesto 87 en el Billboard 200.

## Lista de canciones
- Autor Krokus, salvo los indicados.

Cara A
1. "Everybody Rocks" - 3:50
2. "Wild Love" - 4:01
3. "Let It Go" - 4:31
4. "Winning Man" (von Arb, von Rohr) - 5:15
5. "Axx Attack" - 4:24

Cara B
1. "Rock 'n' Roll Tonight" - 3:58
2. "Flyin' High" (Krokus, Jürg Naegeli) - 4:14
3. "Shoot Down the Night" - 4:37
4. "Bad, Bad Girl" - 5:58
5. "Speed Up" - 6:24

## Personal
- Marc Storace - voz
- Fernando von Arb - guitarra solista y rítmica, bajo, teclados
- Mark Kohler - guitarra rítmica y solista
- Chris von Rohr - bajo, teclados, percusión
- Dani Crivelli - batería